# Dunckerocampus
Dunckerocampus là một chi cá trong họ Syngnathidae.

## Các loài
Có 7 loài được ghi nhận:
- Dunckerocampus baldwini Herald & J. E. Randall, 1972
- Dunckerocampus boylei Kuiter, 1998
- Dunckerocampus chapmani Herald, 1953
- Dunckerocampus dactyliophorus (Bleeker, 1853)
- Dunckerocampus multiannulatus (Regan, 1903)
- Dunckerocampus naia G. R. Allen & Kuiter, 2004
- Dunckerocampus pessuliferus Fowler, 1938